# Lista de presidentes do Avaí Futebol Clube
Esta é uma lista de presidentes do Avaí Futebol Clube.

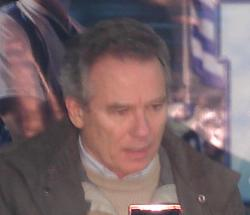
João Nílson Zunino, presidente do de 2002 a 2013.

| nº | Nome                         | início do mandato   | fim do mandato      |
| 1  | Amadeu Horn                  | 1923                | 1926                |
| 2  | Aldo Fernandes               | 1926                | 1926                |
| 3  | Walter Lange                 | 1926                | 1941                |
| 4  | Francisco Antônio Mello      | 1930                | 1930                |
| 5  | Antonino Meira               | 1936                | 1936                |
| 6  | Celso Ramos                  | 1941                | 1946                |
| 7  | Arnaldo Dutra                | 1946                | 1947                |
| 8  | Paulo Lange                  | 1948                | 1948                |
| 9  | Antônio Jorge Salum          | 1948                | 1949                |
| 10 | Arnoldo Pessi                | 1949                | 1952                |
| 11 | João Batista Bonassis        | 1949                | 1969                |
| 12 | Júlio Cesárino da Rosa       | 1950                | 1959                |
| 13 | Miguel Daux                  | 1951                | 1952                |
| 14 | Osmar Elsi Meira             | 1952                | 1953                |
| 15 | Adolfo Martins Camilli       | 1953                | 1953                |
| 16 | Miguel Hermínio Daux         | 1953                | 1954                |
| 17 | Celso Ramos Filho            | 1954                | 1957                |
| 18 | Baldicero Filomeno           | 1957                | 1957                |
| 19 | Carlos Loureiro da Luz       | 1957                | 1958                |
| 20 | Abel Capela                  | 1958                | 1960                |
| 21 | Francisco Arcanjo Grillo     | 1960                | 1960                |
| 22 | Rubens Lange                 | 1960                | 1962                |
| 23 | Nelson Di Bernardi           | 1962                | 1963                |
| 24 | Nicolino Tancredo            | 1963                | 1964                |
| 25 | Fernando Bastos              | 1964                | 1966                |
| 26 | Saul Oliveira                | 1966                | 1968                |
| 27 | Walmor Gomes Soares          | 1968                | 1969                |
| 28 | José Amorim                  | 1970                | 1971                |
| 29 | Jorge Daux Filho             | 1972                | 1972                |
| 30 | Fernando Bastos (2º mandato) | 1972                | 1973                |
| 31 | João Salum                   | 1974                | 1976                |
| 32 | Luiz Carlos Espíndola        | 1977                | 1978                |
| 33 | Tertuliano Xavier de Brito   | 1978                | 1978                |
| 34 | Irineu Comelli Júnior        | 1973                | 1973                |
| 35 | José Nazareno Vieira         | 1979                | 1980                |
| 36 | João Salum (2º mandato)      | 1980                | 1983                |
| 37 | Cairo Bueno de Oliveira      | 1981                | 1981                |
| 38 | Jose Bastos                  | 1984                | 1985                |
| 39 | Décio Girardi                | 1986                | 1987                |
| 40 | Nilson Fidélis               | 1988                | 1989                |
| 41 | Paulino Schmidt              | 1990                | 1991                |
| 42 | Nilson Fidélis (2º mandato)  | 1992                | 1993                |
| 43 | Dilmo Pires                  | 03/1992             | 01/1993             |
| 44 | Mário Cezar Campos           | 11/1991             | 03/1992             |
| 45 | Ademar Ascendino Cunha       | 01/1993             | 04/1993             |
| 46 | Nereu do Vale Pereira        | 05/1993             | 1993                |
| 47 | Gérson Antônio Basso         | 1995                | 1996                |
| 48 | Flávio Ricardo Félix         | 1997                | 2001                |
| 49 | João Nílson Zunino           | 2002                | 2013                |
| 50 | Nilton Macedo Machado        | 2014                | 15 de abril de 2016 |
| 51 | Francisco José Battistotti   | 16 de abril de 2016 | 2021                |
| 52 | Júlio César Heerdt           | 2022                | Atualmente          |